# Sinulog

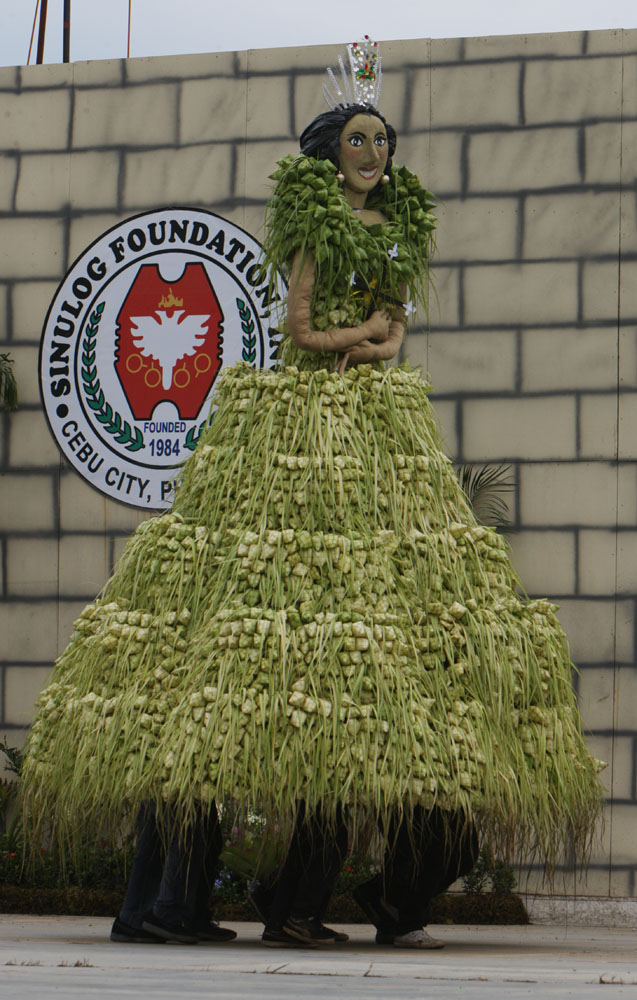
O brasão de armas como parte do logotipo da Sinulog Foundation Inc.

O Sinulog é um festival cultural e religioso anual que ocorre no terceiro domingo de janeiro na cidade de Cebu, nas Filipinas. É o ponto central das celebrações católicas do Santo Niño no país.
O festival é considerado o maior festival nas Filipinas, com cada celebração atraindo rotineiramente entre 1 milhão e 1,5 milhão de pessoas a cada ano. Além do aspecto religioso da festa, Sinulog também é famosa por suas festas de rua, geralmente acontecendo na noite anterior e na noite da festa principal. O festival é apelidado de "O Maior Festival das Filipinas".
Outros lugares nas Filipinas também celebram sua própria versão do festival em homenagem ao Santo Niño, tanto dentro de Cebu como Carmen, quanto fora de Cebu, incluindo Tondo, Manila, Kabankalan, General Santos, Maasin, Cagayan de Oro, Butuan, Pagadian e Balingasag, Misamis Oriental .

## Etimologia
A palavra Sinulog deriva do advérbio cebuano "sulog", que se traduz aproximadamente como "movimento da corrente de água". Essa terminologia descreve os movimentos da dança, que envolvem passos para frente e para trás. Ao som de tambores, a dança consiste em dois passos para frente e um para trás. A dança é classificada em interpretação livre e dança de rua.
Os movimentos de dança do Sinulog são frequentemente reconhecidos como dois passos para a frente e um para trás, enquanto o dançarino se balança no ritmo característico dos tambores. Esses movimentos são executados para imitar o fluxo da corrente do antigo rio Pahina, em Cebu.
Segundo relatos históricos, os cebuanos já haviam realizado danças semelhantes ao Sinulog para homenagear os ídolos animistas muito antes da introdução do cristianismo nas Filipinas, que chegaram a Cebu com a chegada de Fernão de Magalhães que liderou uma expedição espanhola em 7 de abril de 1521. Diz-se que a imagem original do Santo Niño foi deixada por membros da expedição de Magalhães e foi redescoberta quando os espanhóis retornaram em 1565 em uma expedição liderada por Miguel López de Legazpi, que acabou levando à era colonial espanhola em as Filipinas .
Hoje, o Sinulog comemora a aceitação do cristianismo pelo povo filipino (especificamente, o catolicismo romano) e sua rejeição de suas antigas crenças animistas (adoração da natureza). A primeira dessas conversões aconteceu em 1521 na ilha de Cebu, quando o governante Rajah Humabon e sua rainha Amihan (Humamay) foram batizados junto com seus súditos, tornando-se Carlos e Juana de Cebu.

## História
Em 16 de março de 1521, o explorador português Fernão de Magalhães chegou a Cebu e ergueu uma cruz nas suas margens, oficializando a reivindicação do território em nome da Espanha.
Este evento é frequentemente utilizado como base para a maioria das danças Sinulog, que dramatizam a vinda dos espanhóis e a apresentação do Santo Niño à Rainha. Um tema popular entre as danças Sinulog é a Rainha Juana segurando o Santo Niño em seus braços e usando-o para abençoar seu povo que frequentemente sofria de doenças que se acreditava serem causadas por demônios e outros espíritos malignos.

### Chegada de López de Legazpi
A expedição liderada por Miguel Lopez de Legazpi atacou o assentamento indígena quando chegaram em 28 de abril de 1565. Durante o incidente, uma das cabanas foi incendiada, e um dos homens de Legazpi, Juan Camus, encontrou a imagem do Santo Niño em uma caixa de madeira junto com outros ídolos. No entanto, Legazpi ficou surpreso ao descobrir que os indígenas já praticavam a dança do Sinulog em honra ao Santo Niño.
Os frades agostinianos que acompanharam López de Legazpi em sua expedição construíram uma igreja no local onde foi encontrado. A igreja foi chamada de Igreja de San Agustin, mais tarde renomeada para Basílica Minore del Santo Niño .

### Carta ao Rei da Espanha
Depois que Juan Camus encontrou o Santo Niño na aldeia em chamas, López de Legazpi teria incluído o incidente em seu relatório, intitulado "Relação de viagem às ilhas filipinas":
"Excelentíssimo Senhor, é importante que Vossa Excelência saiba que, naquele dia em que adentramos nessa aldeia (Cidade de Cebu), um dos soldados entrou em uma casa indígena bem construída, onde encontrou uma imagem do Menino Jesus (cujo Santíssimo Nome eu oro para que seja adorado universalmente). A imagem estava cuidadosamente colocada em um berço dourado, como se tivesse sido trazida diretamente da Espanha. A única coisa que faltava era a pequena cruz que normalmente é colocada sobre o globo em suas mãos. Essa imagem estava bem preservada naquela casa, e muitas flores foram encontradas em sua proximidade, embora não soubéssemos qual era a sua finalidade. O soldado curvou-se diante dela com profunda reverência e admiração, e trouxe a imagem para o local onde os outros soldados estavam. Imploro ao santo nome desta imagem que encontramos aqui, que nos ajude e nos conceda a vitória, para que esses indivíduos perdidos que desconheciam o tesouro precioso e valioso que possuíam possam descobri-lo e conhecê-lo."

## Atualmente

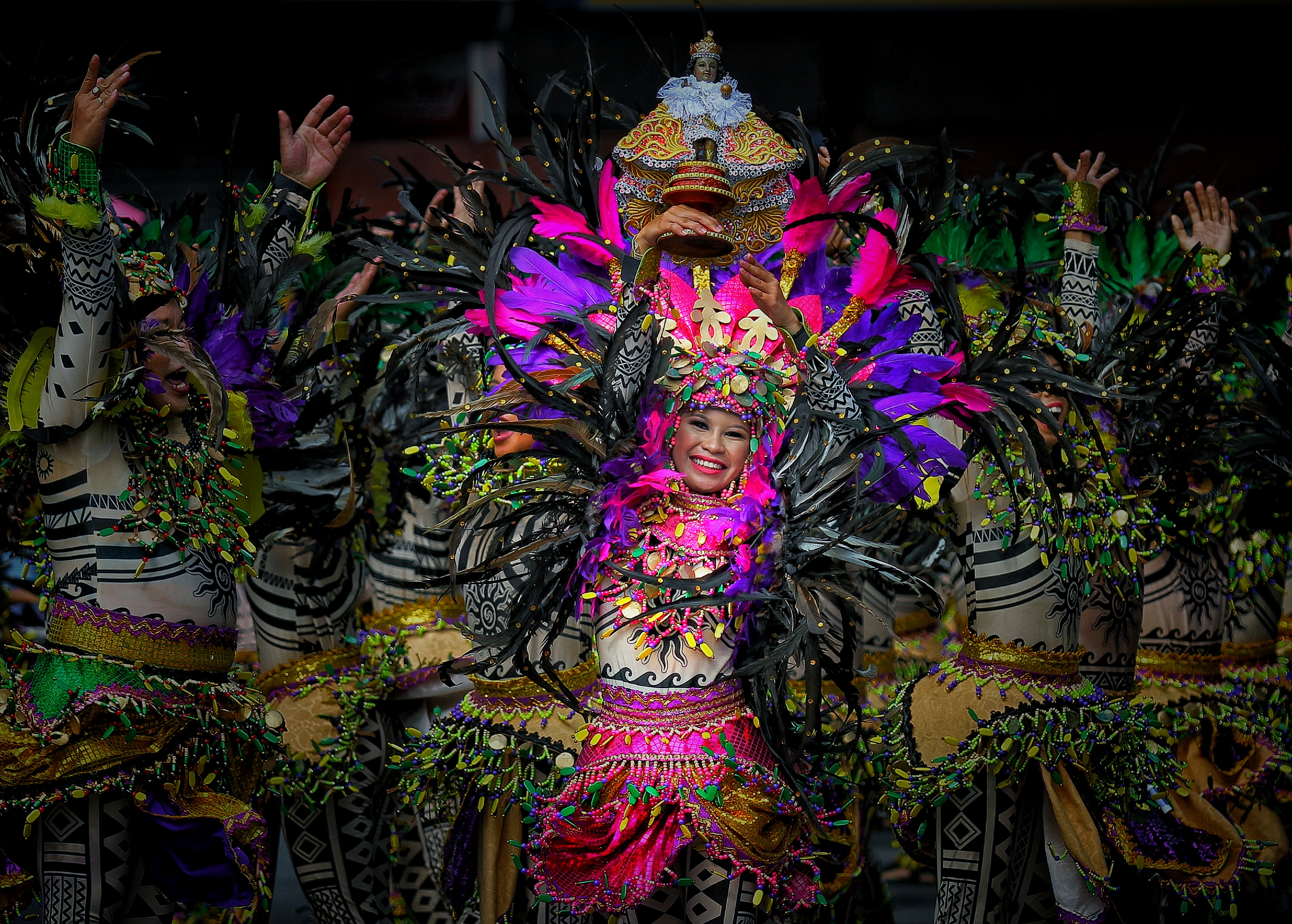
Dança Contingente

Desde o século XVI, existe uma profunda devoção ao Santo Niño na religiosidade popular das Filipinas, especialmente nas regiões de Visayas. Anualmente, peregrinos de várias partes de Cebu e do restante do país fazem sua jornada até a igreja para participar da procissão e do festival. A partir de 1980, o governo da cidade de Cebu assumiu a organização do Sinulog e também ofereceu incentivos a grupos de danças tribais. O primeiro desfile do Sinulog ocorreu em 1980, sob a coordenação de Dávid Odilao, então Diretor Regional do Ministério do Esporte e Desenvolvimento Juvenil. Nesse desfile, estudantes vestidos com trajes tradicionais filipinos executaram a dança do Sinulog ao ritmo dos tambores.
A ideia pegou e assim, sob a direção do prefeito da cidade de Cebu, Florentino Solon, com a ajuda de vários cebuanos influentes, Odilao entregou o projeto Sinulog ao Comitê Histórico da cidade de Cebu sob o comando de Kagawad Jesus Garcia. Coube ao comitê conceituar o festival Sinulog e torná-lo um evento anual a partir de então.
Em 1981, no ano seguinte, o conceito do Sinulog Parade foi atualizado envolvendo não apenas Cebu, mas também representantes de outras províncias das Filipinas. Diferenciando-se de outra festa popular, o Ati-Atihan em Aklan, o Sinulog não se concentra no ritual em si, mas nos aspectos históricos da dança, que, como já foi dito, representa o elo de adesão do país à fé cristã.Em 2021, o festival foi suspenso devido à pandemia de COVID-19, e no ano seguinte foi cancelado mais uma vez devido à devastação causada pelo tufão Rai.

## Fundação Sinulog
O Comitê Histórico da cidade de Cebu, responsável pela conceituação do Sinulog como um evento provincial, decidiu adotar um logotipo para identificá-lo como um evento anual institucionalizado. Eles se voltaram para o brasão de armas do Santo Niño, que consistia em um falcão de duas cabeças que era a marca da casa governante de Habsburgo na Europa. O emblema representava o duplo propósito da dinastia dos Habsburgos como "Campeão do Catolicismo e Defensor da Fé". Na época em que a Espanha enviou expedições às Filipinas, eles estavam sob a dinastia dos Habsburgos. O comitê considerou sacrilégio usar a imagem do Santo Niño como parte do símbolo.
O comitê Sinulog então incorporou a águia de duas cabeças ao escudo de um guerreiro nativo. O escudo nativo deveria simbolizar a resistência das Filipinas à colonização, enquanto o brasão do Santo Niño impresso em seu rosto representava a aceitação do país ao catolicismo romano. 